# Серсковоля
Серсковоля (пол. Sierskowola) — село в Польщі, у гміні Рики Рицького повіту Люблінського воєводства.
Населення — 451 особа (2011).

## Демографія
Демографічна структура станом на 31 березня 2011 року:
|          | Загалом | Допрацездатний вік | Працездатний вік | Постпрацездатний вік |
| -------- | ------- | ------------------ | ---------------- | -------------------- |
| Чоловіки | 235     | 54                 | 154              | 27                   |
| Жінки    | 216     | 39                 | 110              | 67                   |
| Разом    | 451     | 93                 | 264              | 94                   |